# Алеа (албум)
Алеа је осми студијски албум црногорског поп фолк певача Дада Полумента, издат за IDJ Tunes, 30. октобра 2023. године. Албум је требало да буде објављен 25. октобра, али је одложен неколико дана због операције певачеве ћерке, којој је и посвећена насловна нумера са албума Алеа. Снимљени су музички спотови за неколико песама. Састоји се од осамнаест нових песама, као и пет бонус синглова објављених раније (Гдје су сада сви, Лане, Моја је, Фали ми, Она које нема). На албуму се налази неколико дуета, са Махдијем, Ермином, Дениалом Ахметовићем, Емиром Ђуловићем, Ем-Си Јанком и Џенаном Лончаревићем.

## Списак песама
| №   | Назив                | Текст                                                   | Музика                                           | Трајање |  |
| 1.  | Алеа                 | Алиса Полумента Брулић, Моника Ђорђевић, Дадо Полумента | Алиса Полумента, Дадо Полумента, Моника Ђорђевић |         |  |
| 2.  | Балада               | Махди (музичар), Биен (музичар)                         | Махди, Биен, Дадо                                |         |  |
| 3.  | Не могу без тебе     | Махди, Вариола (музичар)                                | Махди, Вариола, Дадо                             |         |  |
| 4.  | Масерати             | Дадо Полумента                                          | Дадо Полумента                                   |         |  |
| 5.  | Сви нека нас виде    | Дадо Полумента                                          | Тасос Панагис                                    |         |  |
| 6.  | Луда и без вина      | Дивна Миловановић                                       | Дивна Миловановић                                |         |  |
| 7.  | Халали               | Саша Лазић, Љиљана Јорговановић                         | Биг Дил Рекордс                                  |         |  |
| 8.  | Имао сам све         | Ем Си Јанко                                             | Желимир Ковачевић                                |         |  |
| 9.  | Лејла                | Горан Кириџић, Махди                                    | Иркенц Хика                                      |         |  |
| 10. | Ти ме би не би       | Дадо Полумента                                          | Киријакос Пападопулус                            |         |  |
| 11. | Ти си ми све         | Дадо Полумента                                          | Дадо Полумента                                   |         |  |
| 12. | Ако кренем ја        | Дадо Полумента                                          | Дадо Полумента                                   |         |  |
| 13. | Заувијек си неко мој | Лејла Моца, Алиса Полумента                             | Зоки Костић                                      |         |  |
| 14. | Добро јутро          | Дадо Полумента                                          | Дадо Полумента                                   |         |  |
| 15. | Зар је љубав то      | Дадо Полумента                                          | Дениал Ахметовић                                 |         |  |
| 16. | Покажи ми пут        | Дадо                                                    | Дадо                                             |         |  |
| 17. | Гдје су сада сви     | Дадо                                                    | Киријакос Пападупулус                            |         |  |
| 18. | Рани ме              | Алиса Полумента                                         | Дарко Димитров                                   |         |  |
| 19. | Лане                 | Дадо                                                    | Дарко Димитров                                   |         |  |
| 20. | Моја је              | Алиса Полумента, Лејла                                  | Харис Рахмановић                                 |         |  |
| 21. | Проблем              | Филип Младеновић (музичар)                              | Филип Младеновић, Пеђа Миљковић                  |         |  |
| 22. | Фали ми              | Алиса Полумента                                         | Кристиан Флореа                                  |         |  |
| 23. | Она које нема        | Алиса Полумента, Лејла Моћевић                          | Алиса Полумента, Лејла Моћевић                   |         |  |